# ام‌وی‌پی (کشتی‌گیر)
حسن حامن اسد ( زادهٔ ۲۸ اکتبر ۱۹۷۳ به نام آلوین آنتونیو بورک جونیور) کشتی‌گیر کشتی حرفه‌ای، مدیر برنامه و بازیکن فوتبال آمریکایی اهل ایالات متحده آمریکا است. که با کمپانی دبلیودبلیوئی قرارداد دارد. او مدیر برنامه بابی لشلی بود که در شو را به او خیانت کرد و هم اکنون مدیر برنامه اماس است.
او در اوپا-لوکا، فلوریدا بزرگ شد. پدرش افسر پلیس بود.  او در ۱۲ سالگی به یک باند پیوست و آن را به عنوان "باند گرافیتی" توصیف کرد که بعداً به یک باند خیابانی تبدیل شد. او پس از یک سرقت شش ماه را در بازداشتگاه نوجوانان گذراند. او بعداً نه سال و نیم از محکومیت ۱۸٫۵ سال حبس خود را به دلیل سرقت مسلحانه و آدم ربایی، که در سن ۱۶ سالگی شروع کرد، به پایان رساند. او در حالی که در زندان بود به اسلام گروید و نام خود را تغییر داد، اگرچه اکنون یک آتئیست است. .
حسن حامن اسد به دلیل ارتدادش نمیتواند در برنامه های دبلیودبلیوئی در عربستان سعودی و برخی از کشورهای مسلمان شرکت کند.